# Bernard Gauthier
Bernard Gauthier   (Beaumont-Monteux, 22 de setembre de 1924 - La Tronche, 23 de novembre de 2018) va ser un ciclista francès, professional entre 1947 i 1961. La major part d'aquest anys els passà sota les ordres de l'equip Mercier.
Bernard Gauthier fou un dels ciclistes francesos més populars de la dècada posterior a la Segona Guerra Mundial, tot i que sense arribar al nivell de Louison Bobet i Raphaël Géminiani. Les seves quatre victòries a la Bordeus-París van fer que se l'anomenés Monsieur Bordeus-París. Altres victòries destacades foren una etapa al Tour de França de 1948 i el Campionat de França en ruta de 1956.

## Palmarès
- 1946
  - 1r del Tour de l'Alta Savoia
- 1947
  - 1r de l'Annemasse-Bellegarde-Annemasse
  - 1r de la Bourg-Ginebra-Bourg
  - 1r del Circuit de Lió
- 1948
  - Vencedor d'una etapa al Tour de França
- 1950
  - 1r a Blanzy
  - Vencedor d'una etapa de la París-Saint Etienne
- 1951
  - 1r de la Bordeus-París
- 1952
  - 1r del Tour del Sud-est i vencedor d'una etapa
  - 1r al Gran Premi de l'Écho d'Alger
- 1953
  - 1r del Gran Premi del Pneumàtic a Montluçon
- 1954
  - 1r de la Bordeus-París
  - 1r del Gran Premi Catox
  - Vencedor de 2 etapes del Critèrium del Dauphiné Libéré
- 1955
  - Vencedor d'una etapa de la París-Niça
  - Vencedor d'una etapa del Critèrium del Dauphiné Libéré
  - Vencedor d'una etapa als 3 dies d'Anvers
- 1956
  -  Campió de França en ruta
  - 1r de la Bordeus-París
  - 1r del Critèrium dels Asos
  - 1r del Premi de Montigny
  - Vencedor d'una etapa del Gran Premio Ciclomotoristico
- 1957
  - 1r de la Bordeus-París
- 1958
  - 1r del Tour del Sud-est
  - 1r al Gran Premi de l'Echo d'Oran
  - 1r a Riom
- 1959
  - 1r del Premi d'Oran
- 1961
  - 1r del Premi de Miniac-Morvan

### Resultats al Tour de França
- 1947. 22è de la classificació general
- 1948. 24è de la classificació general i vencedor d'una etapa
- 1949. Abandona (10a etapa)
- 1950. 17è de la classificació general i mallot groc durant 7 etapes
- 1951. 26è de la classificació general
- 1952. 63è de la classificació general
- 1953. 75è de la classificació general
- 1955. 46è de la classificació general
- 1959. Abandona (13a etapa)
- 1960. 79è de la classificació general